# Лазарев, Сергей Иванович
Сергей Иванович Лазарев (1923—1945) — лейтенант Рабоче-крестьянской Красной армии, участник Великой Отечественной войны, Герой Советского Союза (1944).

## Биография
Сергей Лазарев родился 23 июня 1923 года в деревне Григорово Яневской волости Суздальского уезда Владимирской губернии (ныне деревня относится к Суздальскому району Владимирской области).

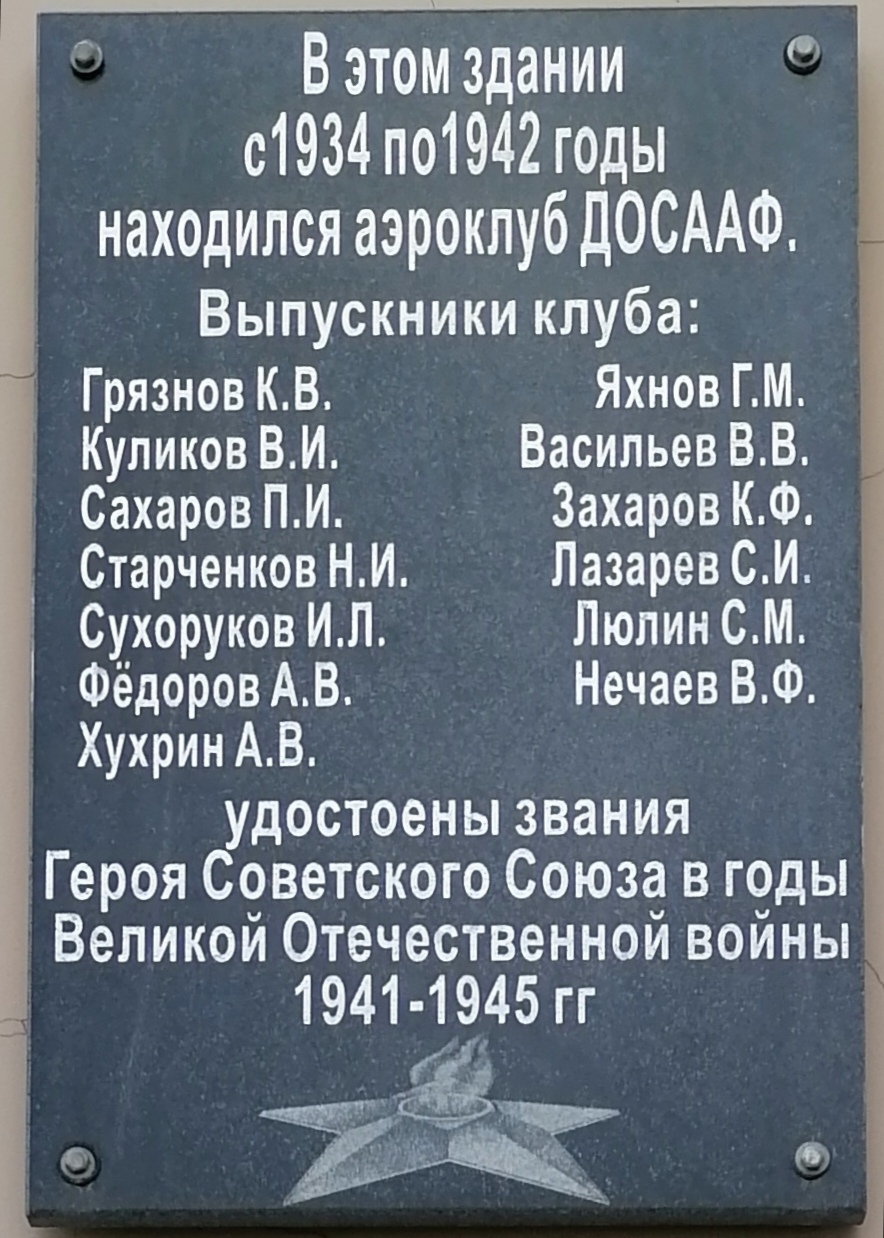
Мемориальная доска в Иванове, ул. Красной Армии, 3/5

С 1935 года жил в Иваново, где окончил девять классов школы № 56 и аэроклуб. В феврале 1941 года Лазарев был призван на службу в Рабоче-крестьянскую Красную армию. Учился в Краснодарской военной авиационной школе пилотов, но не окончил её из-за начала Великой Отечественной войны. С января 1942 года — на фронте. Принимал участие в боях на Калининском, Воронежском и 1-м Украинском фронтах. Участвовал в Курской битве, освобождении Украинской ССР.
К марту 1944 года лейтенант Сергей Лазарев командовал звеном 728-го истребительного авиаполка (256-й истребительной авиадивизии, 5-го истребительного авиакорпуса, 2-й воздушной армии, 1-го Украинского фронта). К тому времени он совершил 131 боевой вылет, принял участие в 48 воздушных боях, сбив 15 вражеских самолётов лично и ещё 3 — в составе группы.
Указом Президиума Верховного Совета СССР от 26 октября 1944 года за «образцовое выполнение заданий командования и проявленные мужество и героизм в боях с немецкими захватчиками» лейтенант Сергей Лазарев был удостоен высокого звания Героя Советского Союза с вручением ордена Ленина и медали «Золотая Звезда» за номером 4278.
1 марта 1945 года Лазарев погиб в бою в Нижней Силезии, в районе города Цобтен (ныне — Собутка в Польше), по одним данным случайно столкнулся с советским бомбардировщиком Пе-2, по другим — протаранил вражеский истребитель. Был похоронен в братской могиле в Собутке. Впоследствии останки были перенесены на кладбище города Олава.
К моменту гибели лётчик-истребитель Сергей Лазарев совершил более 300 боевых вылетов, провёл более 60 воздушных боёв, сбил лично 20 и в составе группы 1 самолёт противника.

## Награды
Был также награждён двумя орденами Красного Знамени, орденами Александра Невского и Отечественной войны I-й степени. Навечно зачислен в списки личного состава воинской части.

## Память
В честь Лазарева названы улица и школа в Иваново. В школе № 56 есть музей Лазарева С. И., в котором хранятся бюст Лазарева и его личные вещи.